# Suso León
Suso León Vázquez (Santiago de Compostela, 13 de diciembre de 1968) es un escultor español. En su juventud se formó con los jesuitas en el Colegio San Francisco Javier . A continuación cursa estudios de hostelería y turismo en la Escuela Sindical de Hostelería y Turismo de Santiago. Su pasión por las artes le llevó a formarse en la Especialidad de vaciado escultórico en la Escuela de Arte y Superior de Diseño Maestro Mateo de Santiago de Compostela. En este centro santiagués recibe clases, entre otros, del Académico de Número de la Real Academia Gallega de Bellas Artes, escultor e imaginero Cástor Lata Montoiro,  y del especialista en procesos de fundición artística Ángel Lázaro Sastre.  Terminada su formación reglada en Santiago, continúa su formación en Italia, en la Fundición Artística Battaglia y en diferentes talleres artísticos de Pietrassanta, dedicados a la reproducción de obra escultórica clásica. Allí desarrolla y trabaja directamente sobre las técnicas de fundición artística y coincide con los grandes escultores italianos Giacomo Manzú, Floriano Bodini y Arnaldo Pomodoro que constituirán definitivamente sus líneas de inspiración artística y técnica. Esta fase de trabajos y formación se completa con numerosos viajes a Polonia, estudios del arte religioso, y La Haya (Holanda), estudios de arte contemporánea.
Desde el inicio de su carrera, hasta finales del 2016, Suso León ha realizado numerosas exposiciones y su obra forma parte de importantes colecciones privadas, museos e instituciones de países de todo el mundo como Estados Unidos, Holanda, Perú, Portugal o el Museo Hitachi de Japón.
Destaca por su obra religiosa pero también apuesta seriamente por la obra contemporánea. Es el artista vivo con más obra propia presente en la Catedral de Santiago de Compostela. Suso León vive y trabaja actualmente en su estudio y fundición de Compostela.

## Obra
Suso León no es un escultor al uso. Es un artista integral que desarrolla su vida profesional sin renunciar a la continua experimentación y a la libertad expresiva. Esa libertad que lo caracteriza lo hace abarcar tanto poesía, como pintura, grabado, y claro está la escultura. En sus propias palabras: “la vocación de artista surge de la necesidad del hombre de ser y sentirse libre. El arte te hace en verdad libre y se expresa con un mundo de formas e imágenes alternativas a lo formal que componen tu propia realidad”. En lo que se refiere a la escultura León intenta cerrar el círculo de lo que a su modo de ver es el artista completo. De este modo abarca todos los aspectos del proceso artístico: desde los primeros bocetos, el diseño, el sentido y metáfora de todas sus obras, hasta la implicación en todo el proceso de elaboración en su taller de fundición propia. La parte técnica resulta especialmente apasionante para León: desde el modelado de las piezas en cera perdida o en barro, pasando por la elaboración de los moldes, el lento proceso de fundición en mufla de leña, el acabado y patinado de las piezas. De hecho firma sus obras como escultor y fundidor. La acción de sumergirse directamente en las técnicas artísticas, e interactuar con la plástica de los distintos materiales (madera, bronce, vidrio, barro...) se traduce en la frescura de su obra. Su trayectoria artística se construye a partir de sus experiencias vitales, los retos personales, la experimentación y lo aprendido de otros artistas que le han conmovido. Actualmente también realiza restauración y reproducción de obra de otros artistas, desde la profunda humildad y el respeto a las creaciones de éstos. Su reto pendiente es la creación de un taller de fundición renancentista esperando un encuentro con los orígenes: “sencillamente fuego y barro”.

### Obra singular expuesta
- Escenografía decorativa, relieve de bautismo, pila bautismal en granito negro de Campolameiro y colaboración en Sagrario.Iglesia de San Ginés de Sangenjo.
- Restauración y reproducción en bronce de la Virgen de los ojos grandes de Asorey. Santo Domingo de Bonabal de Santiago.
- Bajo relieve del bautismo en bronce fundido. San Francisco Javier de Lugo.
- San Francisco de Asís en bronce fundido. Convento de San Francisco de Santiago.
- Vía Crucis en bronce fundido, lámparas, petos y tondos. Convento del Carmen de Santiago.
- Colaboración en el montaje del Coro Pétreo del Maestro Mateo. Museo de la Catedral de Santiago de Compostela.
- San Juan Bautista en bronce fundido, tapa de pila bautismal, lámparas y lampadario. Capilla de la Corticela de la Catedral de Santiago de Compostela.
- Relieve Campus Stelae en bronce. Catedral de Santiago de Compostela.
- Mater Civitatis en bronce para pared exterior. Iglesia de San Jorge  de La Coruña.
- Vía Crucis de bronce fundido. Iglesia de San Jorge de La Coruña.
- San Juan Bautista en bronce fundido. Catedral de Santiago de Compostela.
- Placas y tondos de Tumba de Obispo Teodomiro. Catedral de Santiago de Compostela.
- Colección de 40 esculturas originales en bronce. Asociación de empresarios del Polígono del Tambre de Santiago.
- Busto para Plaza del Ayuntamiento de Federico Rubio Álvarez. Ayuntamiento de Benavides-León.
- Esculturas de San Nicolás y de la Virgen en granito de Parga policromado. Ermita de San Nicolás de Muros.
- Urna de bronce y cristal, cruz con esmaltes, lampadario y sagrario en bronce fundido. Iglesia de Sta. María Magdalena de Ames.
- Diseño y creación del premio Nautilus-Suso León que se entrega anualmente desde el año 2005. Club del Mar de Madrid.
- Sagrario en bronce de Iglesia Parroquial de Malpica.
- Pila bautismal  en bronce fundido. Stª Mª de Posada de Rengos.
- Monumento a La Virgen del Carmen en bronce fundido. Puerto de La Coruña.
- Busto del Padre Peteiro en bronce fundido. Albergue de San Francisco.
- Tímpano y Puerta Santa de la Catedral en bronce fundido. Catedral de Santiago de Compostela.

La Puerta Santa de la Catedral de santiaguesa es quizás uno de los trabajos que mayor reto supuso para el autor, dado que la obra tiene que estar a la altura y categoría del templo compostelano. Templo que recibe miles de peregrinos cada año y especialmente coincidiendo con la celebración del Año Santo, momento en el cual la puerta permanece abierta para la obtención del jubileo a los devotos que la traspasan. La Puerta Santa es una obra de intensidad y frescura que no supone una fractura con el marco pétreo que aporta el templo del siglo XII.. A pesar de tratarse de una obra contemporánea el cuidado diseño y ejecución aporta un perfecto maridaje con el entorno arquitectónico. La puerta semeja proceder del pasado por su aspecto, pero en realidad se trata de un elemento complejo y moderno. Las puerta está rematada tanto en su cara exterior como interior por planchas de bronce fundido que descansan sobre una sólida estructura de acero inoxidable invisible. Las planchas de bronce están cuidadosamente acariciadas por una pátina que las devuelve al pasado. Los motivos y figuras representadas, sus trazos y expresiones buscan sencillez, crudeza y solemnidad.
- En la parte exterior de la puerta que da a la Plaza de la Quintana se muestran representados a algunos de los Santos Peregrinos:, San Francisco de Asís, Santa Ana, Santa Brígida de Suecia; Santo Domingo de la Calzada, Santo Domingo de Guzmán y los papas santificados Juan XXIII y Juan Pablo II.
- La parte interior de la puerta que mira al ábside catedralicio recoge 6 escenas de la vida del Apóstol Santiago.
- Vocatio (representación de la captación por parte de Jesús de Nazaret de los pescadores Santiago el Mayor y su hermano Juan, que junto a Simón Pedro y Andrés se convertirán en "pescadores de hombres").
- Missio (Jesús rodeado de sus apóstoles les encomienda la misión difundir la fe de Dios).
- Predicatio (representa la predicación del evangelio por parte del Apóstol Santiago el Mayor en Hispania).
- Decapitatio (imagen de la decapitación del Apóstol Santiago a manos de Herodes Agripa I).
- Traslatio (representación del traslado de los restos del Apóstol Santiago en un barca de piedra y su llegada a Iria Flavia).
- Inventio (hallazgo alrededor del año 813 d. C. de la tumba de Santiago Apóstol por el obispo Teodomiro).